# Alphonse Areola
Alphonse Areola (* 27. února 1993 Paříž) je francouzský profesionální fotbalový brankář filipínského původu, který chytá za anglický klub West Ham United FC a za francouzský národní tým. Oba rodiče jsou Filipínci.

## Klubová kariéra
Aréola podepsal profesionální smlouvu s Paris Saint-Germain v červenci 2009 (ve svých 16 letech). V A-mužstvu PSG debutoval 18. května 2013, kdy nahradil ve 48. minutě zápasu s Brestem brankáře Salvatora Sirigu. Byla to vítězná premiéra, utkání skončilo výhrou pařížského klubu 3:1 (v tomto zápase se loučil s kariérou a s domácími fanoušky PSG slavný anglický záložník David Beckham).
Hostoval ve spoustě klubů. Nejvýznamnější bylo jeho hostování v Realu Madrid v sezóně 2019/20 ze kterého si odnesl ligový titul.

## Reprezentační kariéra
S francouzskou fotbalovou reprezentací do 20 let získal v roce 2013 titul mistra světa v této kategorii. Na Mistrovství světa hráčů do 20 let 2013 v Turecku se stal hrdinou finálového střetnutí proti Uruguayi, když vychytal v penaltovém rozstřelu první dva střelce jihoamerického týmu, Emiliana Velázqueze a Giorgiana De Arrascaetu. Francie po bezbrankovém průběhu zápasu i prodloužení zvítězila v rozstřelu 4:1 a zajistila si první titul mistrů světa v kategorii U20.
Do budoucna nevyloučil start ve filipínské fotbalové reprezentaci. Nicméně 6. září 2018 debutoval ve francouzské reprezentaci v zápase Ligy národů proti Německu, a tak přišel o možnost oblékat dres filipínského národního týmu.